# Paruroctonus hirsutipes
Espèce
Paruroctonus hirsutipes est une espèce de scorpions de la famille des Vaejovidae.

## Distribution
Cette espèce est endémique des États-Unis. Elle se rencontre en Californie dans le Sud-Est du comté d'Imperial et en Arizona dans le Sud-Ouest du comté de Yuma.

## Habitat
Cette espèce est psammophile.

## Description
La femelle holotype mesure 27,6 mm.

## Publication originale
- Haradon, 1984 : « New and redefined species belonging to the Paruroctonus borregoensis group (Scorpiones, Vaejovidae). » The Journal of Arachnology, vol. 12, no 3, p. 317-339 (texte intégral).